# René Lavan
René Lavan (Artemisa, 5 novembre 1968) è un attore cubano naturalizzato statunitense.

## Biografia
Ha iniziato la sua carriera agli inizi degli anni novanta prendendo parte a film cubani, ma ha anche partecipato a film americani come Fuga dal Natale (2004) con Jamie Lee Curtis.